# Tibor Nyilas
Tibor Andrew Nyilas (* 3. Juni 1914 in Budapest, Österreich-Ungarn; † 19. Mai 1986 in Queens, New York City) war ein US-amerikanischer Säbelfechter.

## Leben
Tibor Nyilas, der aufgrund der politischen Verhältnisse in Ungarn 1939 in die Vereinigten Staaten emigrierte, nahm an vier Olympischen Spielen teil: bei den Olympischen Spielen 1948 in London belegte er mit der Mannschaft den dritten Platz und erhielt mit Miguel de Capriles, James Flynn, Norman Cohn-Armitage, Dean Cetrulo und George Worth somit die Bronzemedaille. Im Einzel wurde er Siebter. 1952 in Helsinki und 1960 in Rom verpasste er jeweils mit der Mannschaft als Vierter knapp einen weiteren Medaillengewinn. Dazwischen wurde er bei den Olympischen Spielen 1956 in Melbourne mit der US-amerikanischen Equipe Fünfter, während er bei seiner zweiten Einzelteilnahme in der Vorrunde ausschied. Er gewann zwölf nationale Titel mit der Mannschaft und sieben im Säbel-Einzel. Nyilas erzielte mehrere Erfolge bei den Panamerikanischen Spielen. So gewann er 1951 in Buenos Aires, 1955 in Mexiko-Stadt und 1959 in Chicago insgesamt fünf Goldmedaillen. Bei allen Teilnahmen gewann er mit der Säbel-Mannschaft das Turnier, darüber hinaus sicherte er sich 1951 auch im Einzel sowie mit der Florett-Mannschaft Gold.
Nyilas hatte 1937 einen Medizinabschluss in Ungarn erworben und arbeitete zunächst in St. Louis und später in New York City als Allgemeinmediziner.